# Savissivik
Savissivik (dawniej Savigsivik) – osada w północno-wschodniej Grenlandii, w gminie Avannaata, nad zatoką Melville’a. W Savissivik znajduje się heliport będący środkiem komunikacji z innymi miejscowościami na Grenlandii.
W roku 2011 Savissivik zamieszkiwało około 58 osób.